# 中美空軍混合團
中美空軍混合團（英語：Chinese-American Composite Wing，縮寫CACW），又稱中美混合團，是二次大戰期間中華民國空軍與美國陸軍航空軍共組的空軍部隊，主要任務在協助地面部隊對日作戰，打擊敵人的交通補給線，並爭取空中優勢。

## 沿革
抗戰期間，美國參戰後為了善用援助，中華民國空軍開始將培訓中的飛行員派駐到印度與美國遂行更完整的訓練；為善用這些飛行員具有的優勢，且中美雙方為了更有效發揮在中國戰場的戰力，逐漸產生一支以中華民國空軍飛行員及既有編制為主，美軍陸上地勤人員及參謀軍官協助的合作戰鬥單位構想。1943年5月陳納德提議，由戴維森准將（Brig. Howard Davidson）指揮，代號「蓮花」；1943年7月31日，中美空軍混合團構想通過定案。
1943年10月1日，中美空軍混合團於印度馬里爾（現於巴基斯坦）成立，隸屬於美國第十四航空隊指揮體系。飛行員人選上由中華民國空軍組成，組織則是由中華民國空軍第一、第三、第五大隊移編。CWAW滿編應有96架戰鬥機、48架轟炸機；CACW成立之際，三個大隊飛官在美軍人員的監督下赴巴基斯坦喀拉蚩換裝P-40N戰鬥轟炸機及B-25中型轟炸機。
1943年11月25日早上6點，6架CACW一大隊第2中隊所屬B-25自桂林起飛，在砂子嶺機場（位於江西遂川縣，為前進戰術機場）停留加油後，與第11轟炸機中隊所屬8架B-25、第23戰鬥機大隊所屬7架P-51A、7架P-38G合流轟炸臺灣新竹機場，為新竹空襲。
抗戰勝利後，一、三、五大隊回歸中華民國空軍指揮，在國共內戰末期撤往臺灣；現在空軍的第一聯隊、第三聯隊、第五聯隊，均為中美混合聯隊所轄單位改名而成。

## 編制部隊
| - 第一轟炸機大隊 (轟炸機) 第1中隊 第2中隊 第3中隊 第4中隊 - 第三驅逐機大隊 (戰鬥機) 第7中隊 第8中隊 第28中隊 第32中隊 | - 第五驅逐機大隊 (戰鬥機) 第17中隊 第26中隊 第27中隊 第29中隊 |

## 參與戰役
- 新竹空襲
- 常德會戰
- 第四次長沙會戰

## 知名飛行員
- 王光复
- 李學炎
- 夏功權
- 郑松亭
- 张大飞